# Flabellimycena
Flabellimycena är ett släkte av svampar. Flabellimycena ingår i familjen Mycenaceae, ordningen Agaricales, klassen Agaricomycetes, divisionen basidiesvampar och riket svampar.
|                | Mycena                                 |
|                |                                        |
|                | Hemimycena                             |
|                |                                        |
|                | Favolaschia                            |
|                |                                        |
|                | Panellus                               |
|                |                                        |
|                | Heimiomyces                            |
|                |                                        |
|                | Xeromphalina                           |
|                |                                        |
|                | Insiticia                              |
|                |                                        |
|                | Resinomycena                           |
|                |                                        |
|                | Tectella                               |
|                |                                        |
|                | Roridomyces                            |
|                |                                        |
|                | Decapitatus                            |
|                |                                        |
|                | Mycenula                               |
|                |                                        |
|                | Collopus                               |
|                |                                        |
|                | Filoboletus                            |
|                |                                        |
| Flabellimycena | \| \| Flabellimycena flava \| \| \| \| |
|                | \| \| Flabellimycena flava \| \| \| \| |
|                | Flabellimycena flava                   |
|                |                                        |

|  | Flabellimycena flava |
|  |                      |